# LXV edición de los Premios Ariel
La 65° edición de los Premios Ariel, organizada por la Academia Mexicana de Artes y Ciencias Cinematográficas (AMACC) tuvo lugar el 9 de septiembre del 2023 en el Teatro Degollado en Guadalajara, Jalisco con apoyo del gobierno de dicho estado. La primera vez que se lleva a cabo fuera de la Ciudad de México.Durante la gala, la AMACC premio a las mejores películas mexicanas estrenadas durante el 2022. La ceremonia fue televisada en México por Canal 22 y Jalisco TV.
Las nominaciones fueron anunciadas el 20 de junio de 2023 por los actores Emiliano Zurita y Fátima Molina en una conferencia de prensa en el Museo Tamayo. Para esta edición se inscribieron 139 películas, 130 mexicanas y 9 para la categoría iberoamericana; se recibieron 73 largometrajes; 46 de ficción, 17 documentales y 2 de animación; y 66 cortometrajes de los cuales 39 fueron de ficción, 15 documentales y 12 de animación.
La ceremonia se realizó tras un comunicado de la AMACC donde se anunciaba la suspensión de la convocatoria de esta edición por falta de presupuesto y, a la vez, responsabilizando al gobierno por ello. La convocatoria se reanudó en febrero del 2023 gracias a la donación de la empresa Equipment and Film Design International (EFD) y a las cuotas de los miembros de la AMACC. El 9 de junio, en una conferencia en el Teatro Degollado, el comité directivo de la AMACC y el gobernador de Jalisco, Enrique Alfaro, anunciaron que la edición se llevaría a cabo en la capital del estado con el apoyo de varias dependencias del gobierno estatal.
Huesera, dirigida por Michelle Garza Cervera encabezo las nominaciones con diecisiete, seguida por El norte sobre el vacío con dieciséis, ganando Mejor Película.Para esta edición, se entregó el Ariel de Oro a la directora Marcela Fernández Violante, el director y guionista Juan Mora Cattlet y el Departamento de Imagen y Sonido de la Universidad de Guadalajara.

## Ganadores y nominados

### Premios
La siguiente lista incluye a los nominados y los ganadores que serán resaltados con negritas y un símbolo ‡.
| Mejor Película - El norte sobre el vacío – Bengala, Gavilán Cine. Dir. Alejandra Márquez Abella ‡ - Bardo, falsa crónica de unas cuantas verdades – Limbo Films, S. de R.L. de C.V. Dir. Alejandro G. Iñárritu - Huesera – Machete Producciones S.A. De C.V., Disruptiva Films S.A. De C.V. Dir. Michelle Garza Cervera - La caída – Madam, Filmadora, Infinity Hill. Dir. Lucía Puenzo - La civil – Menuetto Film Dir. Teodora Mihai | Mejor Dirección - Alejandro G. Iñárritu – Bardo, falsa crónica de unas cuantas verdades ‡ - Natalia Beristáin – Ruido - Michelle Garza Cervera – Huesera - Alejandra Márquez Abella – El norte sobre el vacío - Lucía Puenzo – La caída |
| Mejor Actor - Daniel Giménez Cacho – Bardo, falsa crónica de unas cuantas verdades ‡ - Álvaro Guerrero – La civil - Cuauhtli Jiménez – Finlandia - Hernán Mendoza – La caja - Gerardo Trejoluna – El norte sobre el vacío | Mejor Actriz - Arcelia Ramírez – La civil ‡ - Marta Aura – Coraje - Julieta Egurrola – Ruido - Natalia Solián – Huesera - Karla Souza – La caída |
| Mejor Coactuación Masculina - Raúl Briones – El norte sobre el vacío ‡ - Fernando Bonilla – El norte sobre el vacío - Juan Daniel García Treviño – La civil - Jorge A. Jiménez – La civil - Francisco Rubio – Bardo, falsa crónica de unas cuantas verdades | Mejor Coactuación Femenina - Úrsula Pruneda – Trigal ‡ - Mayra Batalla – Huesera - Dolores Heredia – El norte sobre el vacío - Martha Claudia Moreno – Huesera - Fabiola Guajardo – Bardo, falsa crónica de unas cuantas verdades |
| Mejor Revelación Actoral - Emilia Berjon – Trigal ‡ - Eustacio Ascacio – Zapatos rojos - Déja Ebergengi – La caída - Diego Armando Lara – El reino de dios - Isabel Luna – Huesera | Mejor Película de Animación - Home is somewhere else – Carlos Patricio Hagerman Ruiz Galindo y Jorge Villalobos de la Torre ‡ - Águila y Jaguar: Los Guerreros Legendarios – Mike R. Ortiz |
| Mejor Guion Original - Abia Castillo y Michelle Garza Cervera – Huesera ‡ - Habacuc Antonio De Rosario y Teodora Mihai – La civil - Paula Markovitch, Laura Santullo y Lorenzo Vigas – La caja - Alejandra Márquez Abella y Gabriel Nuncio – El norte sobre el vacío - Mónica Herrera, Samara Ibrahim, Tatiana Meñeruk, Lucía Puenzo y María Renée Prudencio – La caída                                                               | Mejor Fotografía - Darius Khondji – Bardo, falsa crónica de unas cuantas verdades ‡ - Claudia Becerril Bulos – El norte sobre el vacío - Dariela Ludlow AMC – Ruido - Serguei Saldívar Tanaka AMC – Zapatos rojos - Nur Rubio Sherwell – Huesera |
| Mejor Música Original - Camilla Uboldi – Zapatos rojos ‡ - Gibrán Andrade y Rafael Manrique – Huesera - Tomás Barreiro – El norte sobre el vacío - Bryce Dessner y Alejandro G. Iñárritu – Bardo, falsa crónica de unas cuantas verdades - Philip Glass, Leonardo Heiblum – Cartas a distancia | Mejor Vestuario - Anna Terrazas – Bardo, falsa crónica de unas cuantas verdades ‡ - Amanda Cárcamo – El norte sobre el vacío - Gabriela Gower – Huesera - Mayra Juárez – El poderoso Victoria - Estrella Vázquez – Finlandia |
| Mejor Diseño de Arte - Eugenio Caballero – Bardo, falsa crónica de unas cuantas verdades ‡ - Ana Bellido – Huesera - Sandra Cabriada – El norte sobre el vacío - Nohemí González – Zapatos rojos - Daniela Schneider – La caja | Mejores Efectos Visuales - Guillaume Rocheron y Olaf Wendt – Bardo, falsa crónica de unas cuantas verdades ‡ - Raúl Luna – El norte sobre el vacío - Raúl Luna – La exorcista - Raúl Prado – Huesera - Mevlana Rumi y Ariel Gordon – Mal de ojo |
| Mejor Maquillaje - Adam Zoller – Huesera ‡ - Lucy Betancourt – Bardo, falsa crónica de unas cuantas verdades - Alfredo García – La civil - Pedro Guijarro – El norte sobre el vacío - Marco Jiménez – Finlandia | Mejor Sonido - Nicolas Becker, Martín Hernández, Ken Yasumoto, Frankie Montano, Jon Taylor, Santiago Núñez – Bardo, falsa crónica de unas cuantas verdades ‡ - Pablo Betancourt, Zulu González, Yuri Laguna, Gerardo Villareal – El norte sobre el vacío - Christian Giraud, Pablo Lach, Omar Pareja – Huesera - Jean-Stephane Garbe, Federico González Jordán, Valérie Le Docte – La civil - Thomas Becka, Carlos Cortés, Raúl Locatelli, Victor Tendler – Manto de gemas |
| Mejores Efectos Especiales - Raúl Camarera, Gustavo Campos, Miguel Ángel Rodríguez, Juan Carlos Santos – Huesera ‡ - Luis Eduardo Ambriz – El norte sobre el vacío - Yoshiro Hernández y Roberto Ortiz – Mal de ojo - Elliot Rebollar Feregrino – El poderoso Victoria - Gregorio Vega Lópeznbsp – La caída | Mejor Ópera Prima - Huesera – Michelle Garza Cervera ‡ - Zapatos rojos – Carlos Eichelmann Kaiser - Manto de gemas – Natalia López Gallardo - Pedro – Liora Spilk Bialostozky - Trigal – Anabel Verónica Caso |
| Mejor Largometraje Documental - Teorema de tiempo – Andrés Kaiser ‡ - Dioses de México – Helmut Dosantos ‡ - Cartas a distancia – Juan Carlos Rulfo - Home is somewhere else – Carlos Patricio Hagerman Ruiz Galindo y Jorge Villalobos de la Torre - Users – Natalia Almada | Mejor Edición - Alejandro G. Iñárritu, Mónica Salazar – Bardo, falsa crónica de unas cuantas verdades ‡ - Alain Dessauvage – La civil - Adriana Martínez – Huesera - Miguel Schverdfinger – El norte sobre el vacío - Miguel Schverdfinger – Ruido |
| Mejor Cortometraje Documental - Las nubes son de música – Enrique García Meza ‡ - La evaluación – Diego Enrique Osorno González - Mi reino – Luis J. Arellano - Mira el silencio – Santiago Zermeño - No te agüites – Juan Vicente Manrique | Mejor Cortometraje de Animación - El año del radio – Samuel Kishi Leopo ‡ - Bouclette – Fernanda Lozada - K8 – Miguel Anaya Borja - La melodía torrencial – José Luis Saturno - Los cuervos – Héctor Dávila Cabrera |
| Mejor Película Iberoamericana - Argentina, 1985 – Santiago Mitre ( Argentina) ‡ - 1976 – Manuela Martelli ( Chile) - As bestas – Rodrigo Sorogoyen ( España) - Carajita – Ulises Porra y Silvina Schnicer ( República Dominicana) - Los reyes del mundo – Laura Mora ( Colombia) | Mejor Cortometraje de Ficción - Agustina – Luciana Herrera Caso ‡ - Aire – Kenya Marquéz - El grillo – Carlos Hernández Vázquez - En cualquier lugar – Minerva Rivera Bolaños - Pitbull – Fabián León López |
| Ariel de Oro - Marcela Fernández Violante (Directora) - Juan Mora Cattlet (Director, editor y guionista) - Departamento de Imagen y Sonido de la Universidad de Guadalajara | |

## Películas con múltiples nominaciones y premios
| Nominaciones | Películas                                     |
| ------------ | --------------------------------------------- |
| 17           | Huesera                                       |
| 16           | El norte sobre el vacío                       |
| 12           | Bardo, falsa crónica de unas cuantas verdades |
| 10           | La civil                                      |
| 6            | La caída                                      |
| 5            | Zapatos rojos                                 |
| 4            | Ruido                                         |
| 4            | Trigal                                        |
| 3            | La caja                                       |
| 3            | Finlandia                                     |
| 3            | El poderoso Victoria                          |
| 2            | Cartas a distancia                            |
| 2            | Home is Somewhere Else                        |
| 2            | Mal de ojo                                    |
| 2            | Manto de gemas                                |

| Premios | Película                                      |
| ------- | --------------------------------------------- |
| 9       | Bardo, falsa crónica de unas cuantas verdades |
| 4       | Huesera                                       |
| 2       | Trigal                                        |
| 2       | El norte sobre el vacío                       |

## Presentadores y artistas
Las siguientes personas, enumeradas en orden de aparición, entregaron premios o interpretaron números musicales:
| Nombre(s)                            | Rol |
| ------------------------------------ | --- |
| Poncho Herrera Fátima Molina         | Anfitriones |
| José Antonio Toledano Paulina Gaitán | Entregaron el premio a Mejor Cortometraje de Animación, Mejor Cortometraje Documental y Mejor Cortometraje de Ficción |
| Hernán Mendoza                       | Presento la nominada a Mejor Película La civil                                                                        |
| María Aura Krystian Ferrer           | Entregaron el premio a Mejores Efectos Visuales y Mejores Efectos Especiales                                          |
| Jimena Romo Alberto Guerra           | Entregaron el premio a Revelación Actoral, Mejor Coactuación Masculina y Mejor Coactuación Femenina                   |
| Leticia Hujaira                      | Presidenta de la AMACC                                                                                                |
| Ximena Sariñana Benny Emmanuel       | Entregaron el premio a Mejor Edición y Mejor Fotografía                                                               |
| Daniel Giménez Cacho                 | Presento la nominada a Mejor Película La caída                                                                        |
| Fernando Bonilla                     | Entrego el premio a Mejor Película Iberoamericana                                                                     |
| Marimar Vega Jorge A. Jiménez        | Entregaron el premio a Mejor Vestuario, Mejor Maquillaje y Mejor Diseño de Arte                                       |
| Karla Souza                          | Presento la nominada a Mejor Película Bardo, falsa crónica de unas cuantas verdades                                   |
| Francisco Rubio Veronica Toussant    | Entregaron el premio a Mejor Sonido y Mejor Música Original                                                           |
| Gerardo Trejoluna                    | Presento la nominada a Mejor Película Huesera                                                                         |
| Estrella Vázquez                     | Entrego el premio a Mejor Guion Original y Mejor Opera Prima                                                          |
| Mayra Hermosillo Emiliano Zurita     | Entregaron el premio a Mejor Largometraje Documental y Mejor Largometraje de Animación                                |
| Natalia Soilán                       | Presento la nominada a Mejor Película El norte sobre el vacío                                                         |
| María Rojo Raúl Briones              | Entregaron el premio a Mejor Actor y Mejor Actriz                                                                     |
| Poncho Herrera Fátima Molina         | Entregaron el premio a Mejor Dirección y Mejor Película                                                               |

## Películas presentadas a mejor película iberoamericana
La AMACC invita a las industrias cinematográficas de la región iberoamericana a presentar su mejor película para el Premio Ariel a la Mejor Película Iberoamericana desde el 2000.  El premio se otorga a la mejor película de larga duración producida fuera de México en Iberoamérica. Cada país elige a su representante mediante su academia de cine nacional o algún equivalente.
| País                 | Título                       | Idioma                     | Dirección                                 | Resultado   |
| -------------------- | ---------------------------- | -------------------------- | ----------------------------------------- | ----------- |
| Argentina            | Argentina, 1985              | Español                    | Santiago Mitre                            | Ganadora    |
| Chile                | 1976                         | Español                    | Manuela Martelli                          | Nominada    |
| Colombia             | Los reyes del mundo          | Español                    | Laura Mora                                | Nominada    |
| Ecuador              | Lo invisible                 | Español                    | Javier Andrade                            | No nominada |
| España               | As bestas                    | Francés, español y gallego | Rodrigo Sorogoyen                         | Nominada    |
| Perú                 | Mataindios                   | Quechua y español          | Oscar Sánchez Saldaña, Robert Julca Motta | No nominada |
| Portugal             | Salgueiro Maia - O Implicado | Portugués                  | Sérgio Graciano                           | No nominada |
| República Dominicana | Carajita                     | Español                    | Ulises Porra y Silvina Schnicer           | Nominada    |
| Venezuela            | Jezabel                      | Español                    | Hernán Jabez                              | No nominada |

## In Memoriam
| - Armando Arcos - Antonio Carvajal - Alonso Echánove - Andrés García - Alfonso Iturralde - Agustín Luna - Alfonso Munguía - Arturo Nava - Agustín Ramírez - Alfredo Solares - Andrés Tirado - Agustí Villaronga - Bucky Gutiérrez - Carlos Brown - Chico Novarro - Carlos Payán - Cristina Rubiales - Carlos Saura - Carmen Sevilla - Caridad Vázquez - David Le Fou - Dora María - Damián Mendoza - David Ostrosky | - Enrique Garduza - Floribel Alejandre - Farnesio de Bernal - Fernando Becerril - Federico García - Gloria Mange - Gina Romand - Guadalupe del Toro - Gastón Tuset - Héctor Bonilla - Irma Montero - Irma Serrano - Ignacio López Tarso - Javier Álvarez - Joana Brito - Julio Capote - Jorge Denti - Jorge Zamora - Lupe Andrade - Lando Buzzanca - Lucero Isaac - Luisa Josefina Hernández - Luis Hernández "Queli" | - Lupe Serrano - Leoncio Villarías - Marilú - Miguel Ángel Ghigliazza - Nelly Horsman - Noé Jitrik - Noreen Nash - Pablo Milanés - Patricia Morán - Polo Polo - Rodolfo de Anda Jr. - Rebecca Jones - Rafael de María - Ricardo Nicolayevsky - Ramiro Oliveros - Raúl Padilla - Rosario Zúñiga - Sergio Calderón - Sergio DeFassio - Stella Stevens - Víctor Jaramillo - Víctor Rasgado - Xavier López "Chabelo" - Yolanda Ciani |